# Макрей, Стюарт
Стюарт Макрей (англ. Stuart MacRae; род. 12 августа 1976, Инвернесс) — британский композитор шотландского происхождения.

## Биография
Учился в университете Дарема (1993—1997), затем — в музыкально-драматической школе Гилдхолла (Лондон).

## Творчество
Наследует европейскому модернизму — Стравинскому, Эллиотту Картеру, Ксенакису, а особенно — Питеру Максвеллу Дейвису.

## Признание
Лауреат многочисленных национальных и европейских премий. Его произведения исполняют Филармонический оркестр Би-Би-Си, Лондонский симфонический оркестр, Шотландский симфонический оркестр «Би-би-си» и др.

## Основные сочинения
- The Witch’s Kiss (1997, для камерного ансамбля)
- Piano Sonata (1998)
- Portrait (1999, для расширенного ансамбля)
- Sleep at the Feet of Daphne (1999, для оркестра)
- Piano quintet (2000)
- Violin Concerto (2001, премьера на BBC Proms, 2001)
- Ancrene Wisse (2002, для хора и оркестра)
- Motus (2003, для камерного ансамбля)
- Violin concerto: Two scenes from the death of Count Ugolino (2004, по Данте)
- Three Pictures (2005, для оркестра)
- Смертоносное древо/ The Assassin Tree (2006, опера, либретто Саймона Армитиджа по мотивам этнографического труда Фрэзера «Золотая ветвь»)
- Эхо и Нарцисс / Echo and Narcissus (2007, балет, пост. Кэти Марстон)
- Gaudete для сопрано и оркестра, на стихи Теда Хьюза (2008, премьера на BBC Proms, 2008)
- День Поминовения/ Remembrance Day, камерная опера (2009)